# Marse Covington

Marse Covington est un film muet américain réalisé par Edwin Carewe et sorti en 1915.

## Fiche technique
- Réalisation : Edwin Carewe
- Scénario : George Ade, d'après sa pièce
- Date de sortie :  États-Unis : 12 juillet 1915

## Distribution
- Edward Connelly : Capitaine Covington Halliday
- Louise Huff : Martha Halliday
- John J. Williams : Oncle Dan
- Lyster Chambers : Walter Lewis
- Howard Truesdale : Edward Bantree
- Paul Dallzell : Jim Daly